# دارابان
دارابان (به انگلیسی: Daraban) یک تحصیل در پاکستان است که در ناحیه دیره اسماعیل خان واقع شده‌است.